# Ятроматематик
Ятроматема́тики (Йатроматематики) — название врачей в древности, которые, помимо своей специальности, занимались также математическими науками, особенно астрономией и астрологией.
Такие врачи считали, что существует связь между этими науками и медициной, как в силу собственных суеверных убеждений, так и для того, чтобы придать себе больше авторитета, не переходя, однако, в класс магов. Впоследствии это слово стало синонимом ятромехаников и ятрофизиков.

## См.также
- Небесная магия